# 제25보병사단 (미국)
제25보병사단(25th Infantry Divison은 미국 육군의 보병 사단이다. 

## 역사
한국 전쟁에 참전하였다.

### 전역
- 한국 전쟁